# Sankt Marx

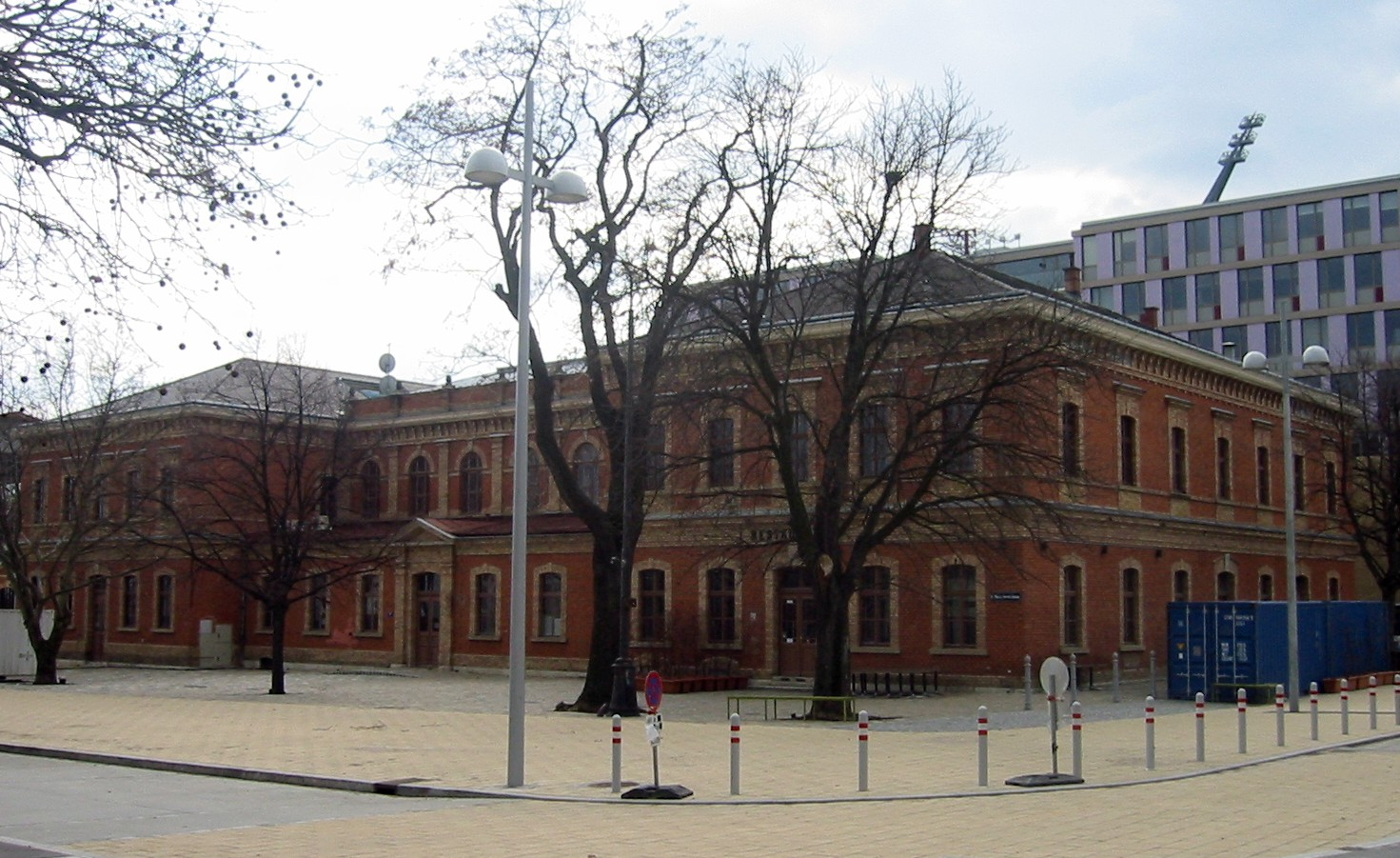
Ehemaliges Verwaltungsgebäude des Viehmarkts in St. Marx

Sankt Marx ist seit 1850 Teil des damals geschaffenen 3. Wiener Gemeindebezirks,
Landstraße. Hier befand sich vom 13. Jahrhundert an ein Krankenhaus, dessen dem heiligen Markus geweihte Kapelle später für die Gegend namensgebend war. Von 1846 bis zum Ende des 20. Jahrhunderts war St. Marx vor allem für sein Schlachthaus und den Wiener Zentralviehmarkt bekannt. Heute ist der Stadtteil ein wichtiges innerstädtisches Entwicklungsgebiet.

## Geschichte

### Ein Siechenhaus vor den Toren Wiens

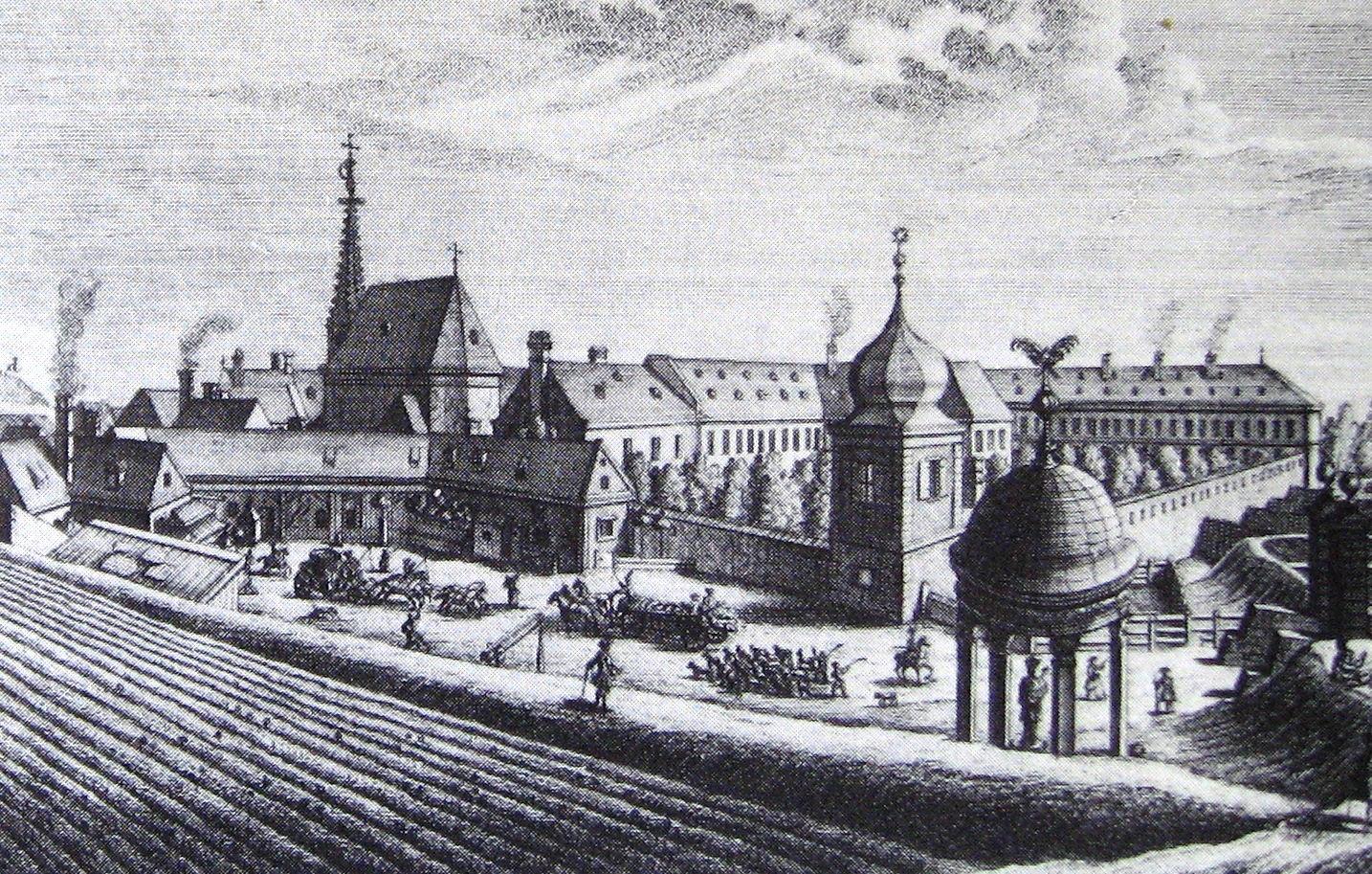
St. Marxer Spital um 1724 (Stich von Salomon Kleiner)

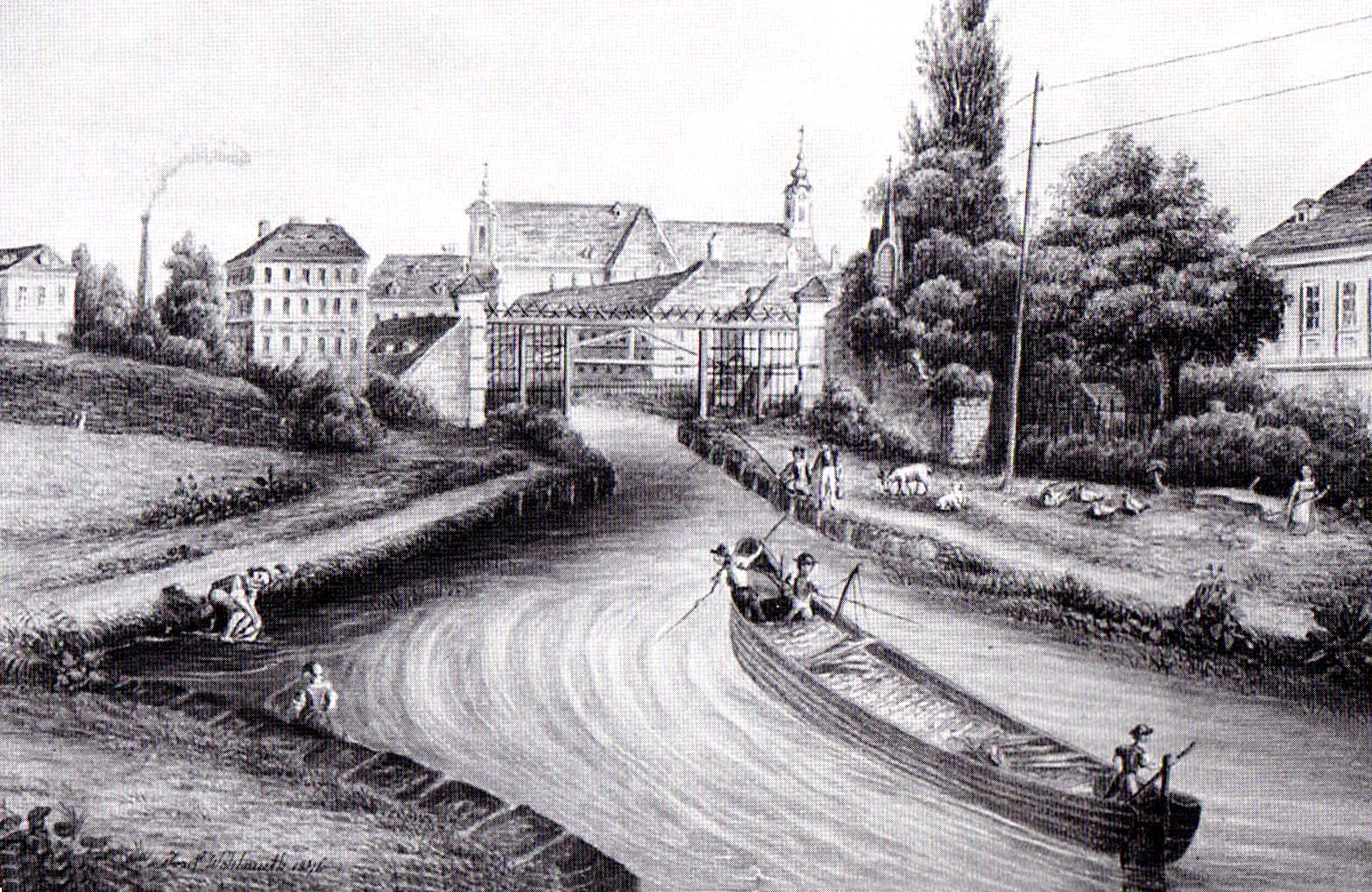
St. Marxer Mautstelle des Wiener Neustädter Kanals

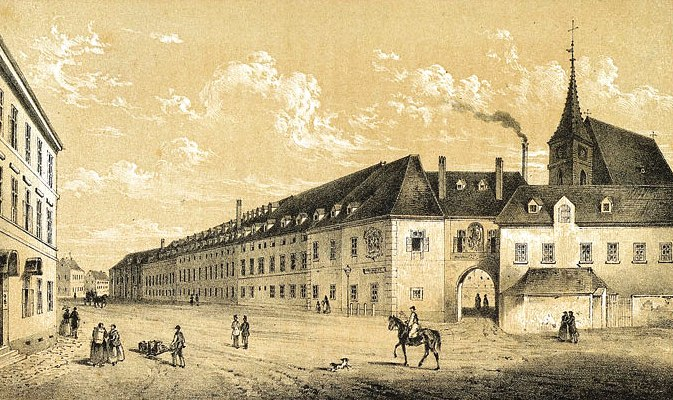
Versorgungshaus St. Marx im 19. Jahrhundert

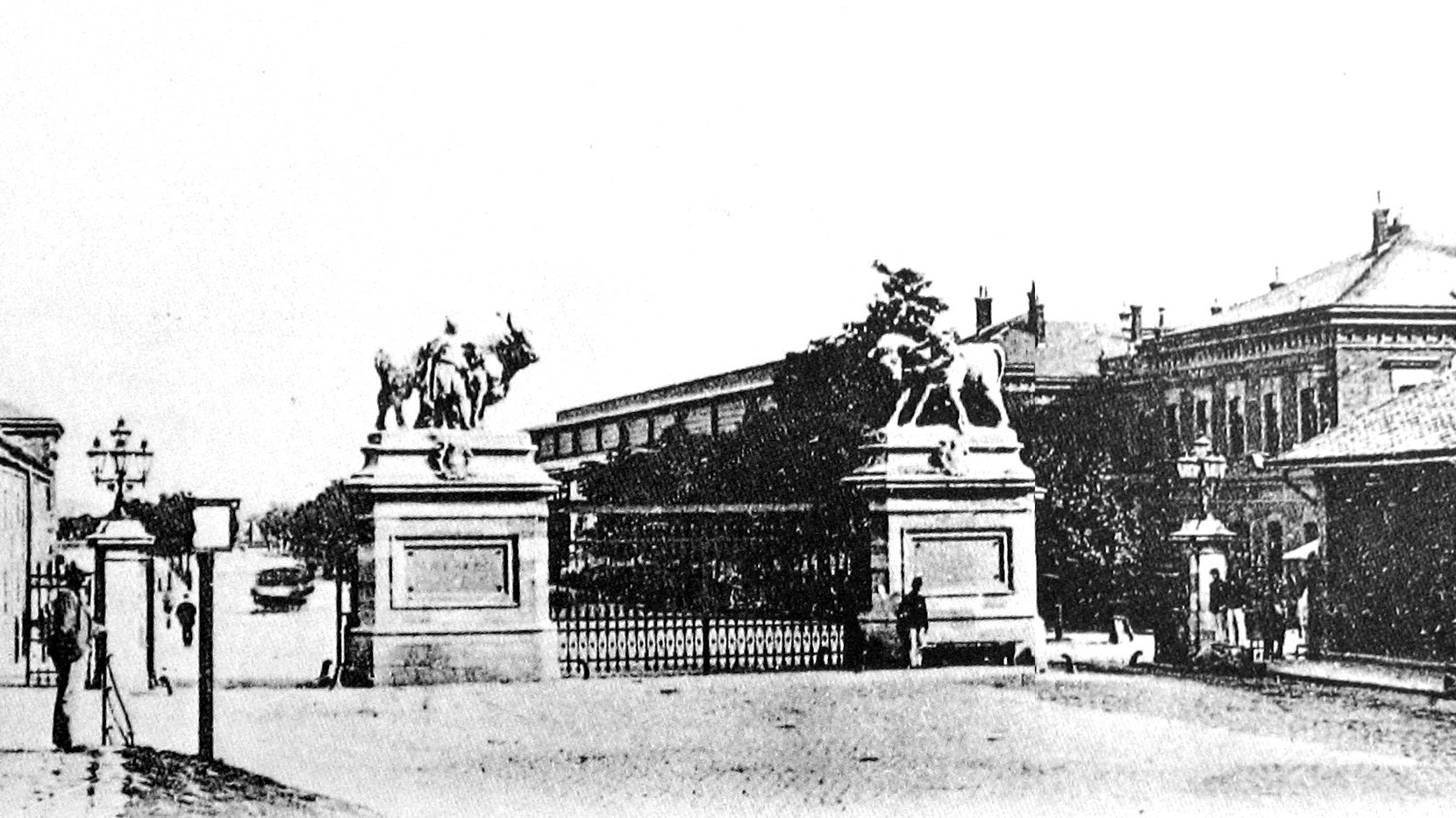
Toranlage des St. Marxer Viehmarktes, um 1900

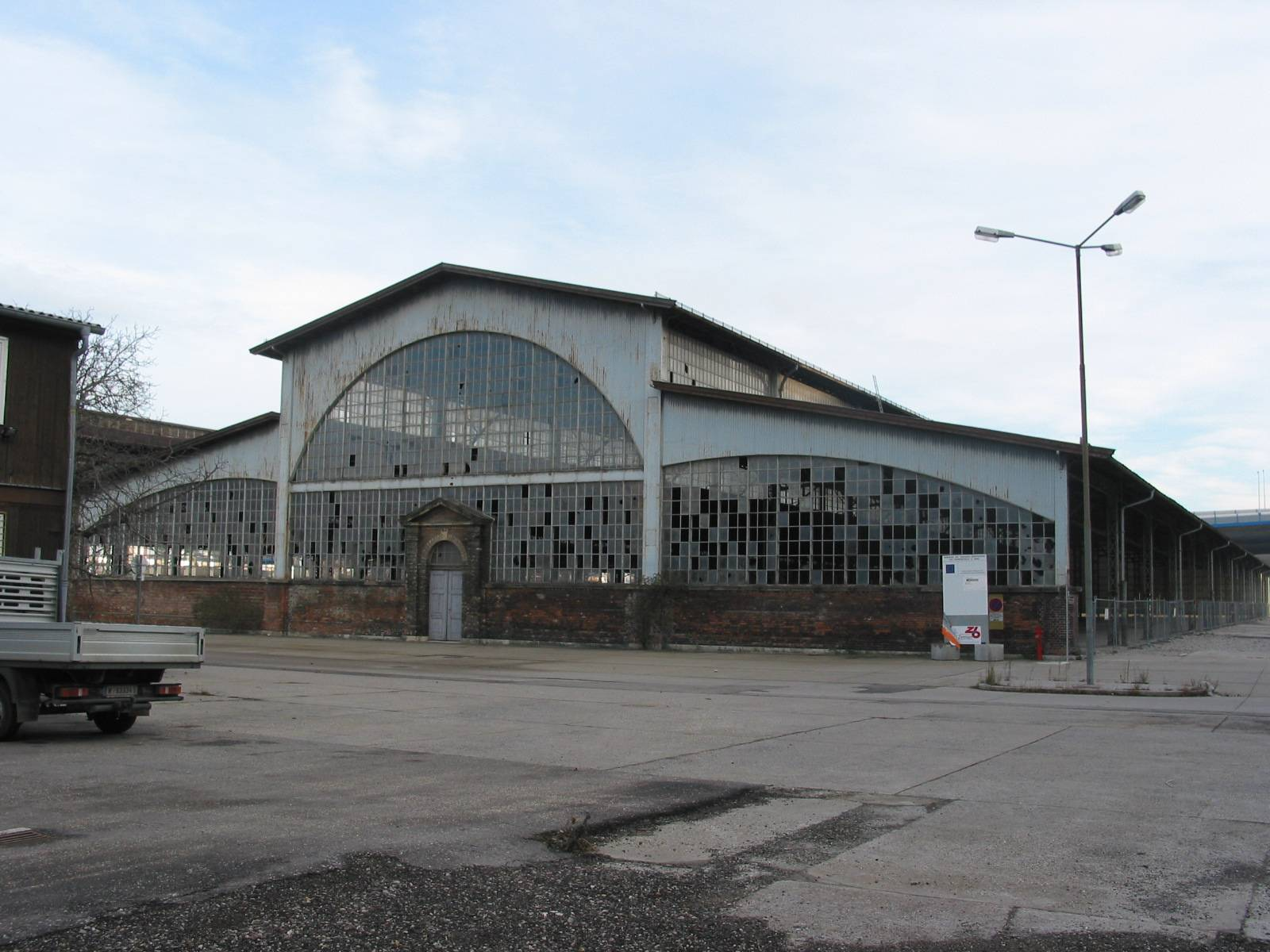
Rinderhalle St. Marx (2005) – ab 2014: Marx-Halle

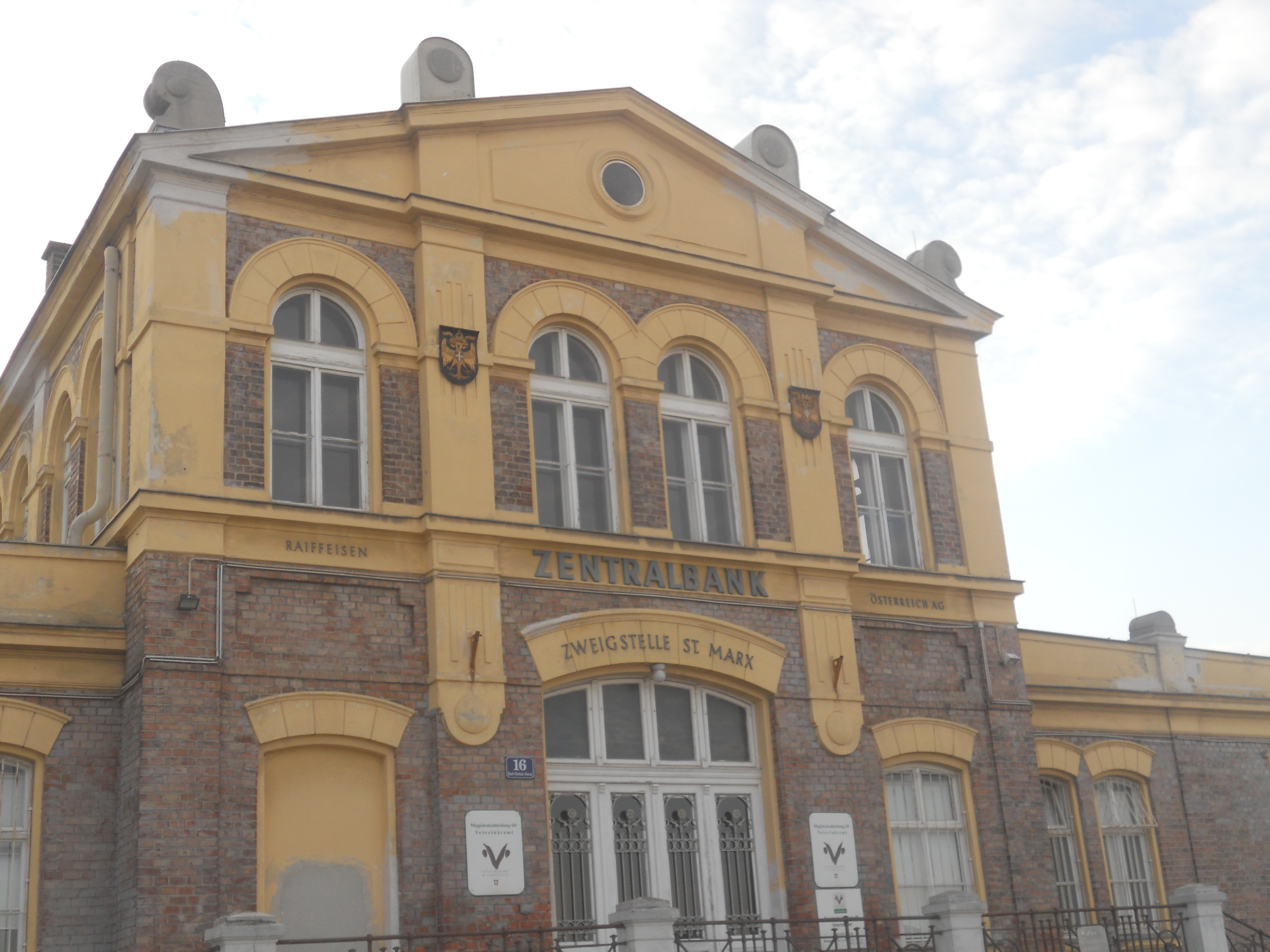
Das ehemalige Bankgebäude

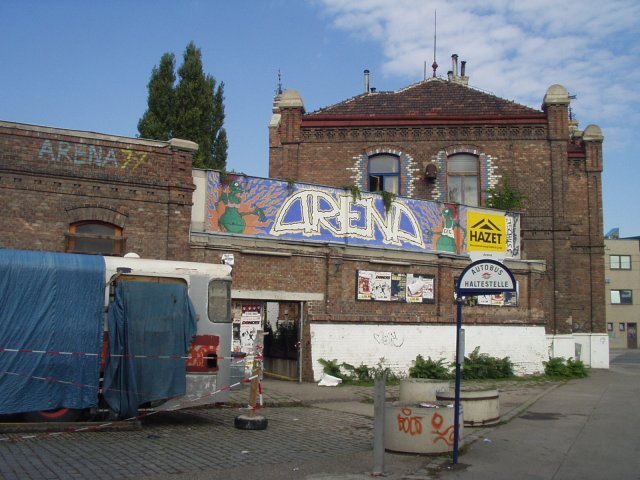
Die Arena im ehemaligen Inlandsschlachthof (2006)

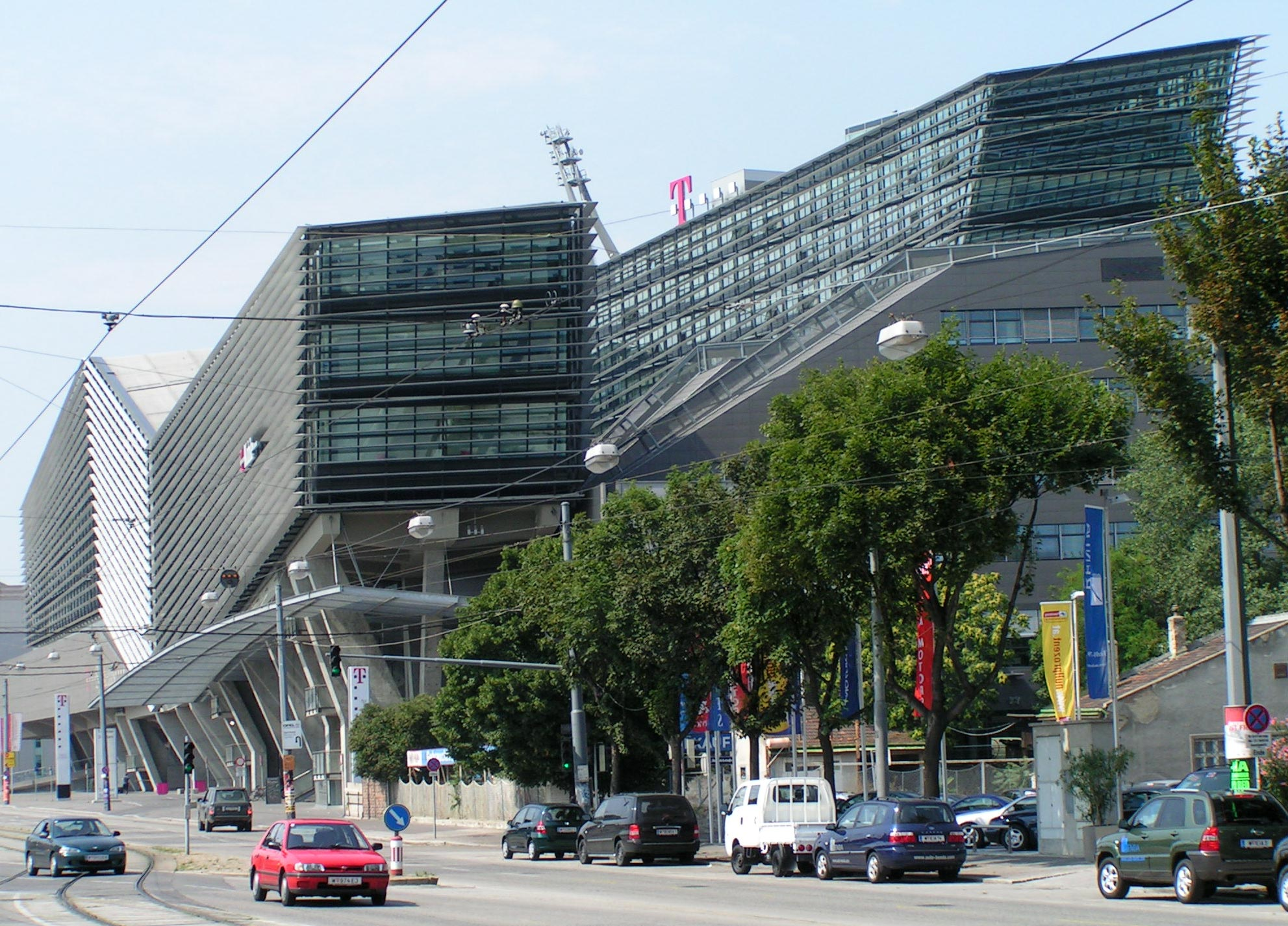
T-Center, vom Rennweg aus gesehen

Im Mittelalter war es üblich, außerhalb großer Städte und Ortschaften sogenannte Siechenhäuser zu errichten, um zu verhindern, dass infektiöse Reisende eine schwere Krankheit wie etwa die Pest und somit potentiell den Tod in die Stadt bringen. So entstand im 13. Jahrhundert weit vor den Toren Wiens ein solches Siechenhaus in der Nähe der heutigen Kreuzung von Rennweg und Landstraßer Hauptstraße. Das vom Lazarus-Orden geleitete Haus erhielt im 14. Jahrhundert eine Kapelle, die dem heiligen Markus geweiht war. Im Laufe der Jahrhunderte änderte sich die Bezeichnung des Krankenhauses, das im Zuge der Wiener Türkenbelagerungen 1529 und 1683 zwei Mal zerstört und wieder aufgebaut wurde, von Siechenhaus St. Lazar über Bürgerspital St. Marks (eine verkürzte Form von St. Markus) zu St. Markser Spital, bis schließlich im 18. Jahrhundert die Gegend um das Krankenhaus den Namen St. Marx trug.
Der 1704 errichtete Linienwall bewährte sich bereits nach wenigen Monaten, als ein von rund 4.000 Kuruzen versuchter Angriff auf Wien bei St. Marx abgewehrt werden konnte. Der Wall diente überdies als Steuergrenze, und an den „Verzehrungssteuer-Linienämter“ genannten Mautstellen, so auch bei der St. Marxer Linie, wurde die Einfuhr und Versteuerung von Lebensmitteln geregelt. 1784 wurde außerhalb des Linienwalls der Sankt Marxer Friedhof angelegt, im selben Jahr wurden die Patienten des innerhalb der Linien gelegenen Bürgerspitals in das neu errichtete Allgemeine Krankenhaus im Alsergrund verlegt.
1785 wurde die Anstalt in das Versorgungshaus St. Marx für arme und alte Personen umgewandelt. Der 1803 eröffnete Wiener Neustädter Kanal trennte den St. Marxer Friedhof vom Linientor und dem restlichen St. Marx, wurde aber außerhalb des Linienwalls von einer Brücke überspannt. Das Linienamt dehnte seine Agenden nun auch auf die Kanalschifffahrt aus.

### Brauerei und Presshefe-Fabrik
Bereits seit dem 14. Jahrhundert befand sich hier auch ein Brauhaus, das Mitte des 19. Jahrhunderts von Adolf Ignaz Mautner gepachtet wurde. Nach der Schließung des Versorgungshauses im Jahr 1861 kaufte Mautner den gesamten Gebäudekomplex und erweiterte seine Brauerei Sankt Marx; eine bekannte von ihm produzierte Biermarke war das St. Marxer Abzug Bier. 1916 wurden die Fabriks-Anlagen stillgelegt, da die Brauerei schon 1913 mit Anton Dreher und dessen Brauerei Schwechat fusioniert wurde und andere Betriebsteile nach Simmering, bzw. Floridsdorf verlagert werden konnten. Die Fürsorge für „Alte, Kranke und Kinder“ blieb insofern erhalten, als dass verschiedene Einrichtungen andernorts durch die Familie Mautner Markhof gestiftet wurden: das Kronprinz-Rudolf-Kinderspital in Wien-Landstraße, ein Versorgungshaus für alte mittellose Bürger und ein Kindergarten im Geburtshaus Mautners in Smirschitz und ein Kindergarten mit einer Ausspeisung für arme Schulkinder in Baden bei Wien.
Die Gebäude in Sankt Marx wurden nach 1916 als Wohnungen genutzt, mussten aber nach dem Zweiten Weltkrieg abgerissen werden. In den 1950er Jahren wurde an dieser Stelle ein Gemeindebau errichtet, der sogenannte Maderspergerhof. Josef Madersperger, der als Erfinder der Nähmaschine gilt, verbrachte seinen Lebensabend im Versorgungshaus St. Marx und wurde wie Wolfgang Amadeus Mozart in einem Schachtgrab am St. Marxer Friedhof beerdigt. Neben dem Eingang des Maderspergerhofes in der Landstraßer Hauptstraße ist eine vom Graphiker Victor Theodor Slama als Relief gestaltete Gedenktafel angebracht, die Madersperger und das ehemalige Versorgungshaus zeigt.

### Der zentrale Viehmarkt St. Marx
Ende des 18. Jahrhunderts etablierte sich zwischen dem St. Marxer Versorgungshaus und dem Linienwall ein Rindermarkt, der davor am sogenannten Ochsengries vor dem Stubentor abgehalten wurde. 1846 wurde in St. Marx mit dem Bau des Schlachthofs Sankt Marx begonnen. Da sich Teile des vorgesehenen Areals außerhalb des Linienwalls befanden, musste dieser teilweise abgetragen und nach außen versetzt wieder neu aufgebaut werden. 1872 wurde durch die Errichtung einer eigenen Schlachthausbahn die Transportinfrastruktur erheblich verbessert, somit war auch bald die Vergrößerung der Anlage nötig. 1877 wurde der Ausbau und teilweise auch Neubau des Wiener Central-Schlachtviehmarktes beschlossen. In dieser Phase entstand auch die Rinderhalle, die als die erste Schmiedeeisenkonstruktion Wiens gilt. In den folgenden Jahrzehnten wurde der Schlachthof mehrmals erweitert und erreichte in der Zwischenkriegszeit den Höhepunkt seiner Bedeutung für die Fleischversorgung von Wien. Bald war der Name St. Marx ein Synonym für den großen Schlachthof im Südosten des 3. Bezirks.
Da die Anlage in den 1960er Jahren nicht mehr modernen Standards entsprach und aufgrund der räumlichen Trennung der verschiedenen Einzelschlachthöfe nicht die nötigen zentralen Strukturen hatte, wurde von der Stadtverwaltung ein Neubau beschlossen. Von 1968 bis 1975 wurde das Fleischzentrum St. Marx errichtet. Der mittlerweile aufgelassene Auslandsschlachthof diente 1975 und 1976 als Veranstaltungsort der Festwochen-Arena im Rahmen der Wiener Festwochen. Nach den Veranstaltungen im Juni 1976 sollten die Gebäude abgerissen werden, woraufhin eine rund dreimonatige Besetzung des Geländes erfolgte. Der Abriss erfolgte dennoch, seitens der Stadt Wien wurde aber als Alternative der ehemalige Inlandsschlachthof zur Verfügung gestellt, der auch heute noch als Veranstaltungsort Arena genutzt wird.
Ende der 1990er Jahre wurde das Fleischzentrum stillgelegt und mit Überlegungen über die Nachnutzung des Areals begonnen. Einzig das Zerlegezentrum des Inlandsschlachthofs blieb bis zu seiner Verlegung in das neue Fleischzentrum am Großmarkt Wien in Inzersdorf im Dezember 2007 in Betrieb. Im Juni 2008 wurde der alte Schlachthof noch einmal im Zuge der Fußball-Europameisterschaft als Bereitstellungsraum für die Sanitäts-Einheiten des Bayerischen Roten Kreuzes benutzt. Diese waren zur Unterstützung des Österreichischen Roten Kreuzes über drei Wochen im alten Verwaltungstrakt stationiert.
Die von steinernen Stieren flankierte Toranlage, die Rinderhalle sowie vier weitere Gebäude stehen unter Denkmalschutz. Von 2006 bis 2008 wurde die Rinderhalle saniert und wird seither als „Marx-Halle“ als Mehrzweckhalle für Konzerte, Messen, Theaterproduktionen und Veranstaltungen genutzt.

## Aktuelle und künftige Entwicklungen
Bereits in den 1970er Jahren haben sich nach dem Neubau des Fleischzentrums St. Marx auf den damit frei gewordenen Flächen einige Betriebe in der Gegend angesiedelt. Nach der Stilllegung des Großteils des Fleischzentrums Ende der 1990er Jahre gibt es seither rege Planungs- und Bauarbeiten zur Nachnutzung des Areals.
Das markanteste Beispiel moderner Architektur in St. Marx ist wohl das 2004 auf dem Gelände der ehemaligen Endstation der Schlachthausbahn errichtete Bürogebäude T-Center. In unmittelbarer Nachbarschaft befindet sich das Vienna BioCenter, 2011 um das Büro- und Laborgebäude Marxbox erweitert. Am Karree St. Marx, einem lange Zeit brach liegenden, an die Grünzone Stadtwildnis angrenzenden Gelände zwischen Schlachthausgasse, Viehmarktgasse und Henneberggasse, wurden seit Mitte 2008 über 400 Wohnungen sowie Büros und infrastrukturelle Einrichtungen errichtet. Das Media Quarter Marx nutzt das denkmalgeschützte ehemalige Verwaltungsgebäude des Viehmarktes sowie ein 2011 an der Henneberggasse errichtetes Gebäude, das Fernsehstudios, Büros und Räume für Regie und Postproduction umfasst. Pläne des ORF, seine Studios am Rosenhügel zu verkaufen und in das Media Quarter zu verlegen, wurden 2014 wieder verworfen. Seit 2010 wird auch der Name Neu Marx für das neu entstandene Areal verwendet.
Auch in der näheren Umgebung von St. Marx finden sich innerstädtische Entwicklungsgebiete, wie die „Business-Stadt“ TownTown nordöstlich von St. Marx, oder die Aspanggründe im Westen.